# Giovanni Messe
Giovanni Messe (sinh ngày 10 tháng 12 năm 1883 - mất ngày 18 tháng 12 năm 1968) là một nguyên soái Ý và là một chính trị gia. Ông được coi là vị tướng xuất sắc nhất của Ý trong thế chiến II.

## Tiểu sử

### Thời trẻ
Messe sinh ra tại Mesagne, thuộc tỉnh Brindisi, vùng Apulia, Ý. Ông nhập ngũ năm 1901, mang quân hàm trung úy tới năm 1910 thì học khóa đào tạo hạ sĩ quan ở Modena và được phong làm trung úy bộ binh. Năm 1911, Messe tham chiến tại Libya và nhận Huân chương vàng về Lòng dũng cảm. Tháng 9 năm 1912, ông trở về Ý vì lý do sức khỏe, tới năm sau thì ông được bổ nhiệm vào tiểu đoàn số 3 của Trung đoàn bộ binh 84 đóng ở Libya. Cuối năm 1915, ông được thăng hàm đại úy.
Năm 1916, Messe tham gia chiến tranh thế giới thứ nhất. Ông ban đầu được bổ nhiệm vào Trung đoàn bộ binh 57 và chỉ huy một tiểu đoàn. Messe sau đó được trao tặng Huân chương Dũng cảm hai lần liên tiếp.
Trong thời gian dưỡng thương, ông được thăng hàm thiếu tá, rồi được chuyển công tác lần lượt qua trung đoàn tấn công số 6 và 9 của Sư đoàn bộ binh 18 ở Monte Grappa. Tháng 5 năm 1918, ông tiếp tục được trao tặng Huân chương dũng cảm ở Grazigna. Trong trận Solstizio, ông tiếp tục được trao Huân chương Savoy. Ngày 24 tháng 6 cùng năm, Messe nhận huân chương dũng cảm lần thứ 5 khi đang bị thương.
Kết thúc thế chiến I, Messe tiếp tục được bổ nhiệm vào trung đoàn tấn công số 9 đóng tại Risano, Udine. Sau khi đơn vị bị giải thể, ông chuyển đến Padova và được phong hàm trung tá nhờ công lao trong chiến tranh. Sau đó, Messe được chuyển tới Albania và lại được nhận Huân chương dũng cảm, trước khi trở thành phụ tá cho vua Vittorio Emanuelle III vào năm 1923.

### Thăng tiến trong quân đội
Năm 1927, Messe được phong hàm đại tá và được giao quyền chỉ huy Trung đoàn Bersaglieri số 9 trong 8 năm, tới năm 1935, ông được phong hàm chuẩn tướng và chỉ huy Sư đoàn kỵ binh số 3. Năm 1936, Messe được giao quyền chỉ huy Sư đoàn bộ binh số 5 ở Ethiopia. Tháng 11 năm đó, ông được bổ nhiệm làm Sĩ quan Thanh tra lực lượng Celere và đồng thời tiếp tục chỉ huy Sư đoàn kỵ binh số 3 với quân hàm thiếu tướng.
Năm 1938, Messe trở thành Phó Chỉ huy của Quân đoàn Viễn chinh Albania và tiếp tục được trao Huân chương Savoy.

### Thế chiến II[2][3]

#### Hy Lạp
Cuối năm 1940, Messe được giao quyền chỉ huy Quân đoàn Đặc biệt dưới quyền tướng Ubaldo Soldu trong Chiến tranh Hy Lạp-Ý. Đoàn quân của Messe đã giành một số thắng lợi trước Hy Lạp, nhưng sau cùng phải chuyển sang thế phòng thủ. Tới tháng 4 năm 1941, quân Đức kéo quân xuống phía nam hỗ trợ và đánh tan quân Hy Lạp.

#### Xâm lược Liên Xô
Sau chiến dịch ở Hy Lạp, Messe được giao quyền chỉ huy Quân đoàn Viễn chinh Ý ở Liên Xô, tham gia chiến đấu ở khu vực sông Dniepr và sông Đông. Tuy lực lượng của ông được trang bị thiếu thốn, song các tướng lĩnh Đức đã phải thừa nhận rằng Messe đã chỉ huy quân Ý hiệu quả. Mùa hè năm 1942, Mussolini đã ra lệnh cho lực lượng Quân đội Ý tại Nga thay thế lực lượng của Messe. Messe đã phản đối động thái này vì cho rằng quân đoàn này không được hỗ trợ đầy đủ, song ông đã bị cách chức và quân đoàn của ông bị sáp nhập sau đó.
Messe được nhận huân chương Savoy và hai Huân chương Dũng cảm của Đức.

#### Bắc Phi
Tháng 2 năm 1943, Messe được giao nhiệm vụ chỉ huy Tập đoàn quân cơ giới số 1 ở Tunis. Messe ra lệnh cho quân đoàn của mình phòng thủ quanh Enfidaville để chống quân Đồng minh tới khi quân đoàn của ông hoàn toàn bị bao vây ở đó. Ngày 12 tháng 5, ông được phong làm Nguyên soái Ý, nhưng ngay ngày hôm sau Messe đã đầu hàng quân Đồng minh và bị bắt làm tù binh.

#### Tham gia phe Đồng minh
Ông trở thành Tổng tham mưu trưởng quân đội Ý đồng minh vào tháng 11 năm 1943, bao gồm các lực lượng Ý đầu hàng trung thành với nhà vua. Messe ở chức vụ đó tới hết chiến tranh. Năm 1947, ông về hưu sau 47 năm phục vụ cho quân đội.

### Cuối đời
Sau chiến tranh, ông cùng nhiều tướng lĩnh thành lập lực lượng Quân đội tự do Ý, một lực lượng bán quân sự chống cộng.
Messe đã viết một cuốn hồi ký tên Come finì la guerra in Africa. La mia armata in Tunisia (Chiến sự ở Châu Phi đã kết thúc ra sao. Đội quân của tôi ở Tunisia). Tiểu sử của ông đã được viết trong cuốn sách Messe—soggetto di un'altra storia (Messe - chủ thể của một lịch sử khác) của tác giả Luigi Argentieri. Messe là thành viên của Thượng viện Ý và là chủ tịch của Liên đoàn cựu chiến binh Ý.
Ông mất ngày 18 tháng 12 năm 1968 ở Rome, thọ 85 tuổi.

## Binh nghiệp

### Lược sử quân hàm
- 1901 - 1910: Trung úy
- 1910 - 1915: Trung úy bộ binh
- 1915 - 1918: Đại úy
- 1/1918 - 5/1919: Thiếu tá
- 5/1919 - 27/11/1927: Trung tá
- 27/11/1927 - 1/1/1936: Đại tá
- 11/1936 - 30/11/1942: Thiếu tướng
- 30/11/1942 - 12/5/1943: Đại tướng
- 12/5/1943: Nguyên soái

### Huân chương
- Huân chương Vàng về Lòng dũng cảm
- Huân chương Dũng cảm (6 lần)
- Huân chương Savoy (4 lần)
- Huân chương Dũng cảm (Đức, 2 lần)